# Sistema de sonido Movietone

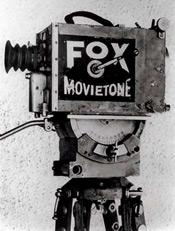
Cámara antigua que utilizaba el sistema Movietone, propiedad de la corporación multinacional estadounidense de medios de comunicación :21st century Fox (21CF)

El Movietone es un sistema de captación de sonido analógico que consiguió acoplar en las grabaciones fílmicas el acople simultáneo de la imagen y el sonido, a diferencia de las pasadas técnicas que consistían en la grabación del sonido por un lado y la interpretación de un tema musical de acompañamiento en directo junto a voces y ruidos.
El método por el cual se conseguía este avance se logra mediante el registro del sonido como una pista óptica de densidad variable en la misma tira de película que graba las imágenes. Actualmente cualquier sistema de proyección de un cine puede reproducir películas con Movietone sin necesidad de variaciones, excepto los que hayan dado el paso al sistema digital de proyección.
El Movietone fue inventado gracias a las aportaciones de Lee De Forest y que en 1922 estas aportaciones fueron incorporadas al proyecto de Jo Engel, Hans Vogt y Joseph Massole. Más tarde sería explotado por la cadena americana Fox. 

## Historia
Anteriormente al cine sonoro ya existía el sonido en el cine. Los cineastas y proyectistas se habían preocupado de ello, pues el cine nace con voluntad sonora, en las primeras filmaciones cortas en que aparecen actores y actrices bailando, el espectador no oye la música, pero puede observar sus movimientos. Por otra parte, rara vez se exhibían las películas en silencio. Los hermanos Lumière, en 1897, contrataron un cuarteto de saxofones para que acompañasen a sus sesiones de cinematógrafo en su local de París, hubo compositores como Saint-Saëns que compusieron partituras para acompañar la proyección de la película. Muchos músicos recibían ingresos del cine, además, con la creación de ruidos y acompañamientos para cine mudo.
	El primer paso para acoplar el sonido a la imagen fue de la mano de Thomas Alva Edison, que había conseguido grabar la voz humana en su fonógrafo en el año 1877.

### Un breve recorrido por la historia del cine
Desde las primeras películas con sonido, muchas han sido las innovaciones tecnológicas del audio cinematográfico
Las primeras películas con sonido debutaron hace ya más de noventa años, pero las empresas siguen mejorando la calidad del audio. A continuación, realizamos un breve recorrido por la historia el sonido en el cine y las empresas que realizaron las mayores aportaciones  tecnológicas.
La época sonora
Los primeros experimentos para añadir sonido a las películas se centraban en dos métodos: grabar el sonido directamente en la película o grabarlo en discos que se reproducían a la vez que la película. Finalmente, se eligió el sonido grabado en la película.
Alrededor del año 1921, el sistema Photo-kinema grababa el sonido en un disco similar a un vinilo, que se reproducía a la vez que la película. Este sistema de disco para imágenes en movimiento fiue inventado por Orlando Kellum. Un ejemplo clave de este tipo de sonido fue la película originalmente muda La calle de los sueños, de D.W. Grifith, en la que este sistema fue usado para grabar canciones y efectos de sonido en las secuencias.
Posteriormente, este sistema fue sustituido por otros como el Phonofilm y, más tarde, por el Movietone y Vitaphone. El Movietone fue uno de los primeros sistemas de sonido grabado en una película. Se utilizó en los primeros largometrajes y en algunos informativos desde 1926 hasta 1939.  Este sistema de registro y reproducción de sonido mediante una pista que forma parte de la propia película eliminaba los problemas de sincronización más frecuentes en el sistema Vitaphone. El problema con el Movietone es que requería un sistema de proyección nuevo, como ocurre en la actualidad con los nuevos sistemas. Esta nueva técnica se usó en películas de la Fox como El Precio de la gloria, de Raoul Walsh, 1927. El sistema competidor, el Vitaphone, que no requería que se cambiasen los proyectores de las salas de cine, fue utilizado en la que se considera la primera película sonora: El Cantante de Jazz, de Alan Crosland, 1927, cuyo éxito supuso a Fox la modernización de todas sus salas para generalizar las películas con el sistema Movietone.
La época mono
Hasta los años setenta, casi todas las películas se escuchaban en mono y la calidad del audio era poco mejor que la de un teléfono. Los estudios experimentaron con un sonido mejor, pero la mayoría de experimentos duraron muy poco.
El sistema Fantasound se creó para la película de Dysney Fantasía (1940), pero solo se utilizó en 14 cines de Estados Unidos como consecuencia del coste del sistema y de la atención y recursos dedicados a la Segunda Guerra Mundial.
Posteriormente llegaba el Cinemascope: en lugar de pistas ópticas, representaba la banda sonora en bandas magnéticas para crear cuatro canales de sonido. Así se hizo La túnica sagrada, dirigida por Henry Coster en 1953. Más tarde, el sistema Sensurround amplificaba los sonidos de baja frecuencia, como el retumbar de un trueno, y el efecto hacía temblar los cines, llegando en algunos casos a desprenderse partes del techo de los mismos. Una película idónea para tener este sistema sonoro fue Terremoto, de Mark Robson (1974).
La época estéreo
Cuando en 1977 el público escuchó cómo las gigantescas naves sobrevolaban sus cabezas en La guerra de las galaxias (George Lucas) grabada en Dolby Stereo, aquella experiencia marcaría las expectativas del sonido en el cine. El Dolby Stereo codificaba cuatro canales de sonido en dos canales grabados en la película, y posteriormente se descodificaban en los cuatro canales permitidos para el estéreo en el espacio limitado de un rollo de película. Un poco más tarde, al aplicar las técnicas de reducción de ruido de Dolby a las pistas magnéticas de películas de 70mm, se logró el primer sonido 5.1 totalmente envolvente. Esto se hizo en Apocalypse now, (Coppola, 1979).
En 1983 llegaba el THX, estándares de calidad que garantizaban una reproducción fiel en las salas de cine y otro tipo de inslataciones. En 1992 se proyectaba Balman vuelve (Tim Burton) en Dolby Digital, sistema que ofrecía una banda sonora digital 5.1 y una pista analógica de seguridad. En el 93 nacía el sistema DTS, que no colocaba la banda sonora en la película, sino en un CD-Rom por separado. Con este sistema se proyectó Parque Jurásico, de Spielberg. 
Ese mismo año, el sistema Sony Dynamic Digital Sound (SDDS) permitía hasta ocho canales de sonido: cinco en la parte frontal del cine, dos canales surround en los laterales y un canal de graves. Una de las películas que usó los ocho cabales fue El último gran héroe, de John McTiernan.
Ya en 2010 nace el sistema Dolby Surround 7.1, que utiliza el ancho de banda disponible de la transición al cine digitak para añadir dos canales surround individuales en la parte trasera de la sala. La primera película que usó este sistema fue Toy Story 3, de Lee Unkrich.
En 2012, Barco Auro 11.1 añade una capa de cinco canales de altura al 5.1 tradicional para disfrutar de una sensación aún más inmersiva, como ocurrió con Red Tails, de Anthony Hemingway

### Primeros intentos de dar sonido al cine
En 1893, el físico Démeny inventó la fotografía parlante. Charles Pathé, quien fue uno de los pioneros del cine, combinó el fonógrafo y cinematógrafo, hasta llegar a crear cerca de 1900 películas cantadas.
En 1918 se patenta un sistema de sonido llamado TriErgon, que permitía la grabación directa en el celuloide. Pero no es hasta 1922, cuando Jo Engel, Hans Vogt y Joseph Massole presentan el primer film (Der Branstifer) gracias a la incorporación de aportaciones de un ingeniero norteamericano: Lee de Forest. Este sistema, usado por los alemanes dará lugar al Movietone, que posteriormente será utilizado por la Fox antes de ser estandarizado.

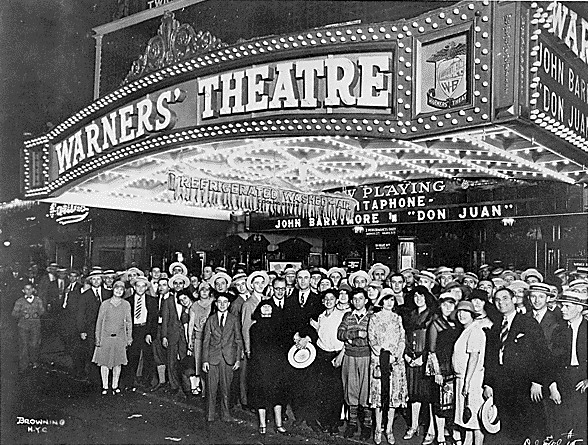
Cine Warners Brothers en que se emitió Don Juan (1926) primera película con Movietone

En el 1923, el mismo Lee de Forest mejora su invento, creando su máquina definitiva, estableciendo las bases que finalmente se impondría. El Phonofilm conseguía resolver los problemas respecto a la sintonización y amplificación del sonido. Esto se conseguía grabando el sonido encima de la cinta cinematográfica. Sin embargo, la falta financiación del invento retrasó dos años su implantación general, debido a que los empresarios necesitaban hacer una fuerte inversión y no creían que este aparato fuese a dar los beneficios esperados.
En ese mismo año, 1925, la compañía Western Electric apuesta por este ingeniero norteamericano, y al año siguiente se inicia la producción de cinco cintas bajo la supervisión de Warner Brothers, en la que la imagen como el sonido iban de la mano gracias al sistema Vitaphone. hablaba del phonofilm de De Forest o del Vitaphone, este último no usaba la tecnología óptica en cuanto al grabado de sonido, ya que aun usaba la tecnología de un disco.
- Está información está mal encajada históricamente, el Phonofilm, el vitaphone y el movietone tienen historias enlazadas pero se dan por separado con actores históricos enlazados pero distintos.
- Hacer caso omiso a esta entrada del Movietone Wikipedia hasta que alguien más especializado, o al menos, más entendido del tema, lo redacte de nuevo.
- Solo vea que en último párrafo dice "En ese mismo año" cuando en el párrafo anterior empieza una idea situándola en 1923 sin culminarla.

## El cine sonoro: una nueva forma expresiva.
Así, poco a poco, el cine sonoro fue demostrando su rentabilidad, no sin dificultades, y consiguió acabar con el cine mudo, que duró unos 35 años. En 1926 se estrenó Don Juan, que incluía efectos sonoros y una partitura sincronizada. Se fueron perfeccionando los dos sistemas, por una lado el Vitaphone de mano de la compañía Warner Bros, y por el otro, el Movietone, gracias a la productora Fox. El 6 de octubre de 1927 se estrenó The Jazz Singer (El cantor de jazz), que es considerada la primera película sonora del cine, ya que fue la producción que hizo tambalear el cine mudo. Hacía el año 1930 el cine sonido era todo una realidad. En el mundo de los actores se produjo el pánico, ya que se temía que las voces no fuesen apropiadas para el audio de los films. Aunque la mayoría de los actores superaron las pruebas que les hicieron para saber si eran aptos, algunos no pudieron actuar usando su voz, como John Gilbert, Buster Keaton. 

“El cine sonoro no era simplemente el mudo con sonido incorporado, sino una nueva forma de expresión que tenía que reconciliar lo real (la grabación precisa de palabras y sonidos) como lo irreal (la imagen bi-dimensional), mientras que el cine mudo había sido una unidad armoniosa, completa por sí misma”. (Planeta, 1982).

La llegada del cine sonoro creó grandes problemas a las compañías productoras puesto que las cámaras hacían mucho ruido y era necesario aislarlas en cabinas especiales o rodearlas de sistemas de reducción de ruido para poder grabar en completo silencio y captar el sonido ambiente y las voces de los actores.

### La primera película sonora: Don Juan
Esta película de 1926, estuvo dirigida por Alan Croland y protagonizada por John Barrymore, esta película sería el film pionero en incorporar la sincronización sonora a las imágenes en un metraje; realmente no fue exactamente el primer largometraje con sonido sincronizado de la historia, pero si el primero en incorporar sonido de calidad, incluyendo banda sonora interpretada por la Filarmónica de Nueva York y efectos sonoros (choques de espadas, campanadas, etc.)
La productora Warner Brothers, gracias a su sistema de grabación de sonido sincronizado, experimentó al principio con cortos musicales gracias a la colaboración de cantantes famosos y, a continuación, en Don Juan su producción más costosa de su momento, que fue especialmente rentable.